# Glas naroda
Glas naroda (angleško The People's Voice) je bil slovenski delavski list v ZDA.
Glas naroda je bil časnik ameriških Slovencev, ki je v letih od 1893 do 1963 izhajal v New Yorku. Izhajati je začel 27. septembra 1893 kot tednik; njegov urednik in lastnikje bil Fran Sakser. List je od julija 1898 izhajal dvakrat, od decembra 1901 trikrat na teden, septembra 1903 pa je postal dnevnik. Septembra 1940 je začel izhajati petkrat, od januarja 1950 pa trikrat na teden. Ko ga je septembra 1954 kupila Anna Krasna-Praček, je izhajal dvakrat na teden, marca 1963 ponovno postal tednik in 24. oktobra 1963 prenehal izhajati.
Glas naroda je bil najbolj razširjen slovenski časopis v Ameriki. Kot dnevnik je izhajal v nakladi 14.000 izvodov. Poleg Sakserja in A. Krasne-Praček so list pomagali urejati Anton Logar, Josip Rems, Anton Murnik, Victor Valjavec, Srečko Dolinar, Ivan Podgoršek, Bert Lakner, Gilbert Potrato, Janez Trček, Ignac Hude, John Boštjančič. Leta 1916 je bil nekaj časa urednik Louis Adamič.
Glas naroda je bil od začetka delavski list z zmerno politično usmerjenostjo. Pomembno vlogo je odigral med 2. svetovno vojno in po njej, ko se je zavzemal za vsestransko pomoč porušeni Jugoslaviji.